# Прапор Доброго (АРК)
Прапор Доброго затверджений 22 червня 2005 р. рішенням Добрівської сільської ради.

## Опис прапора
Синє прямокутне полотнище зі співвідношенням сторін 2:3, розділене по діагоналі з верхнього вільного кута білою смугою, завширшки в 2/5 ширини прапора, на якій гілочки кизила з трьома  червоними ягодами та двома зеленими листочками на кожній; у верхньому полі жовте сонце з 16-ма тонкими променями (діаметр сонячного диску рівний 1/5, а разом із променями – 2/5 ширини прапора); у нижньому полі дві білі ламані смужки, над і під якими по 2 білі кружки (їх діаметр рівний 1/30, товщина смуг і відстань між ними – 1/50 ширини прапора, довжина смужок – 1/3 довжини полотнища).